# Breathless (album de Jerry Lee Lewis)
Pour les articles homonymes, voir Breathless.
Albums de Jerry Lee Lewis
I-40 Country
(1974) Boogie Woogie Country Man
(1975)
Breathless (High Heel Sneakers + Roll Over Beethoven) est un double album de Jerry Lee Lewis, enregistré sous le label Pickwick Records et sorti en 1974.

## Liste des chansons
disque Roll Over Beethoven
1. Roll Over Beethoven (2:48)
2. Don’t Let Go (2:27)
3. Herman The Hermit (1:55)
4. I Believe In You (2:35)
5. Maybelline (2:07)
6. Johnny B. Goode (2:10
7. Green, Green Grass Of Home (2:40
8. Long Tall Sally (2:16)
9. Breathless (2:36)

disque High Heel Sneakers
1. High Heel Sneakers (3:35)
2. Crying Time (2:53)
3. Hound Dog (1:48)
4. Sticks And Stones (2:05)
5. Too Young (2:56)
6. Flip, Flop, And Fly (1:58)
7. Hallelujah, I Love Her (2:30)
8. Baby Hold Me Close (3:05)
9. You Went Back On Your Word (2:02)
10. Got You On My Mind (3:20)